# Асканіо в Альбі
«Асканіо в Альбі», К. 111 — пасторальна опера на 2 дії  Вольфганга Амадея Моцарта на італійське лібрето Джузеппе Паріні. Створена на замовлення імператриці Марії-Терезії. Вперше виконана в театрі герцога Реджіо в Мілані 17 жовтня 1771.

## Ролі
| Роль                                    | Тип голоси                    | Прем'єра литий, 17 жовтня 1771 (Диригент: —) |
| --------------------------------------- | ----------------------------- | -------------------------------------------- |
| Венера                                  | сопрано                       | Geltrude Falcini                             |
| Асканіо, її син, син Енея               | Альт-кастрат або мецо-сопрано | Джованні Манцуолі                            |
| Сільвія, німфа що походить від Геракла  | сопрано                       | А. Марія Джіреллі                            |
| Ачесте, жрець Венери                    | тенор                         | Джузеппе Тібальді                            |
| Фауно, пастух                           | сопрано (кастрат)             | Адамо Солзі                                  |
| Генії, грації, пастухи і пастушки (хор) |                               |                                              |

## Синопсис
Місці: на місці майбутнього міста Альба Лонга, недалеко від Риму: Час: міфічні часи.

### Дія 1
Відкриття сцени представляє Венеру і Асканіо, її сина від Енея. (У більшості класичних джерел, Венера/Афродіта — мати Енея.) Богиня хвалиться принадами Альби та запрошує сина поїхати і там правити. Вона закликає його не розкривати своєї особистості Сільвії, німфі, з якою він заручений, але представити себе чужим ім'ям, щоб перевірити її силу. У той час як пастухи кличуть обіцяного їм правителя, Фауно свідчить, що усміхнене обличчя священника Ачесте передбачає день найвищого щастя. Підкоряючись богині, Асканіо прикидається іноземцем, зачарованим красою цього місця. Ачесте розповідає пастухам, що в їх долині буде засновано прекрасне місто і що вони матимуть государя, Асканіо, до кінця доби. Він також повідомляє Сільвії, що вона буде нареченою Асканіо, але вона відповідає, що вона закохана в хлопця, якого бачила уві сні. Священник заспокоює її, кажучи, що молодий чоловік уві сні не може бути іншим, ніж Асканіо. Венера являється до Асканіо і просить його перевірити дівчину трохи довше, перш ніж розкривати свою справжню особистість.

### Дія 2
Асканіо помічає Сільвію серед пастухів і намагається поговорити з нею. Дівчина відразу ж впізнає чоловіка своєї мрії. Фауно втручається і каже «іноземець» (Асканіо), що він повинен піти та оголосити будівлю Альби в чужих краях. Переконана в тому, що іноземець — не Асканіо, Сільвія глибоко засмучена. Вона, нарешті, вирішує прийняти свою долю, але заявляє, що вона ніколи не полюбить нікого іншого, ніж Асканіо.
Ачесте втішає Сільвію, сказавши, що її страждання невдовзі закінчаться. Венера викликається чудовим хором. Сільвія та Асканіо підспівують хору і богиня спускається на її колісниці в оточенні хмар. Венера об'єднує двох закоханих і пояснює, як вона спонукала сина випробувати доброчесність нареченої. Ачесте клянеться у вірності до Венери і йде. Залишається Асканіо, щоб продовжити рід Енея і привести місто Альбу до процвітання.

## Список номерів
- Увертюра
- № 1 Балет: Andante grazioso
- № 2 Хор геніїв і грацій: Di te più amabile, ne Dea maggiore
- речитатив Венери: geni, grazie, ed Amori, fermate il piè
- № 3 Арія Венери: L'ombra de' rami tuoi
- речитатив Асканіо & Венери: Ma la ninfa gentil
- № 4 Хор геніїв і грацій: Di te più amabile, nè Dea maggiore
- Акомпанований речитатив Асканіо: Perchè tacer degg'io?
- № 5 Арія Асканіо: Cara, lontano ancora
- № 6 Хор пастухів: Venga, de' sommi Eroi
- речитатив Асканіо & Fauno: Ma qual canto risona?
- № 7 Хор пастухів: Venga, de' sommi Eroi
- речитатив Fauno & Асканіо: Ma tu, chi sei, che ignoto qui t'aggiri fra noi?
- № 8 Арія Fauno: Se il labbro più non dice
- речитатив Асканіо & Fauno: Quanto soavi al core de la tua stirpe
- № 9 Хор пастухів і пастушок: Hai di Diana il core
- речитатив Ачесте: Oh, generosa Diva
- № 10 Хор пастухів: Venga, de' sommi Eroi
- речитатив Ачесте: Di propria man la Dea a voi la donera
- № 11 Хор пастухів: Venga, de' sommi Eroi
- речитатив Ачесте: Oh mia gloria, oh mia cura
- № 12 Арія Ачесте: Per la gioia in questo seno
- речитатив Сільвії і Ачесте: Misera! Che farò
- № 13 Cavatina Сільвії: Si, si, ma d'un altro amore
- речитатив Ачесте і Сільвії: Ah no, Сільвії t'inganni
- № 14 Арія Сільвії: Come è felice stato
- речитатив Ачесте: Сільвії, mira, che il sole omai s'avanza
- № 15 Хор пастухів: Venga, de' sommi Eroi
- речитатив Асканіо і Веуери: Cielo! Che vidi mai?
- № 16 Арія Ascani: Ah di sì nobil alma
- речитатив Веуери і Асканіо: Un'altra prova a te mirar conviene
- № 17 Арія Venere: Al chiaror di que' bei rai
- № 18 Coro di geni e grazie: Di te più amabile, nè Dea maggiore
- речитатив Сільвії: Star lontana non so
- № 19 Арія Сільвії: Spiega il desio
- № 20 Coro di pastorelle: Già l'ore sen volano
- речитатив Асканіо: Cerco di loco in loco
- речитатив Сільвії & Асканіо: Oh ciel! che miro?
- речитатив Сільвії, Асканіо & Fauno: Сільвії, ove sei?
- № 21 Арія Фауно: Dal tuo gentil sembiante
- речитатив Асканіо & Сільвії: Ahimè! Che veggio mai?
- № 22 Арія Асканіо: Al mio ben mi veggio avanti
- Акомпанований речитатив Сільвії: Ferma, aspetta, ove vai?
- № 23 Арія Сільвії: Infelici affetti miei
- речитатив Асканіо & Сільвії: Anima grande
- № 24 Хор пастушок: Che strano evento
- речитатив Асканіо: Ahi la crudel
- № 25 Арія Асканіо: Torna mio bene, ascolta
- № 26 Хор пастухів: Venga, de' sommi Eroi
- речитатив Ачесте: Che strana meraviglia
- № 27 Арія Ачесте : Sento, che il cor mi dice
- речитатив Сільвії: Si, Padre, alfin mi taccia
- № 28 Хор пастухів e ninfe e pastorelle: Scendi, celeste Venere
- речитатив Сільвії, Ачесте & Асканіо: Ma s'allontani almen
- № 29 Хор пастухів e pastorelle: No, non possiamo vivere
- речитатив Ачесте: Ecco ingombran l'altare
- № 30 Хор геніїв і грацій: Scendi, celeste Venere
- речитатив Ачесте, Сільвії, Асканіо, Венери: Invoca, o figlia
- № 31 Терцет Сільвії, Асканіо, Ачесте: Ah caro sposo, oh Dio!
- речитатив Венери: Eccovi al fin di vostre pene
- № 32 Продовження терцету Сільвії, Асканіо, Ачесте: Che bel piacer io sento
- речитатив Сільвії, Асканіо, Ачесте, Венери: Ah chi nodi più forti
- № 33 Хор геніїв, грацій, пастухів і німф: Alma Dea, tutto il mondo governa